# إليك سميث
إليك سميث هو فلاح (وحمل سابقاً جنسية رودسيا)، ولد في 25 مايو 1949 في غويرو في زيمبابوي، وتوفي في 19 يناير 2006 في لندن في المملكة المتحدة بسبب نوبة قلبية.